# 는사응아군

는사응아군(เนินสง่า)은 차이야품주의 행정 구역이다. 이 지역의 총 인구 수는 2000년 기준으로 24,125명이다. 인구 밀도는 108.7km2이다.

## 지리
이웃 지역은 동쪽 시계방향으로 다음과 같다: 반루에암군, 콩군 (태국)과 프라통캄군(나콘랏차시마주), 차투랏군, 반콰오군, 므앙차이야품군.

## 행정 구역
| 1. | Nong Chim | หนองฉิม |  |
| 2. | Ta Noen   | ตาเนิน  |  |
| 3. | Kahad     | กะฮาด  |  |
| 4. | Rang Ngam | รังงาม  |  |